# Recensement des États-Unis de 1920
Le recensement des États-Unis de 1920 est un recensement de la population lancé en 1920 le 1er juin aux États-Unis qui comptaient alors 106 021 537 habitants.